# Schoolboy Q
Quincy Matthew Hanley (født 26. oktober 1986), bedre kendt som Schoolboy Q, er en amerikansk rapper fra Los Angeles, California. Han blev født i en militær base i Wiesbaden, Tyskland. Inden han startede med at lave musik, har han haft en stor interesse for amerikansk fodbold. Han har spillet amerikansk fodbold lige siden han var 6 år til han fyldte 21 hvor efter han begyndte sin musikkarriere. Han har spillet amerikansk fodbold for West Los Angeles Oilers i college.
Schoolboy Q har skrevet en kontrakt med Top Dawg Entertainment (TDE) i 2009, som bl.a. Jay Rock, Ab-Soul og Kendrick Lamar også er med i. Han er også med i rapgruppen Black Hippy, hvor Jay Rock, Ab-Soul og Kendrick Lamar også er med.

## Diskografi

### Albums
- Setbacks (2011)
- Habits & Contradictions (2012)
- Schoolboy Q (2013)
- Oxymoron (2014)
- Schoolboy Q 2 (2015)
- Blank Face LP (2016)
- CrasH Talk (2019)
- Blue Lips (2024)

### Mixtapes
- ScHoolboy Turned Hustla (2008)
- Gangsta & Soul (2009)

## Priser og nomineringer
BET Awards:
- Nomineret til bedste nye artist i 2014

BET Hip Hop Awards:
- Nomineret til bedste samarbejde, Duo eller gruppe for sangen "Studio" med BJ the Chicago Kid i 2014
- Nomineret til "World Music Award" for verdens bedste album "Oxymoron" i 2014

Grammy:
- Nomineret som medvirkende til årets album "The Heist" med Macklemore og Ryan Lewis i 2014.
- Nomineret til bedste rap / sang samarbejde for sangen "Studio" med BJ the Chicago Kid i 2015
- Nomineret til bedste rap album med "Oxymoron" i 2015
- Nomineret til bedste rap album med "Blank Face LP" i 2017
- Nomineret til bedste rap-optræden THat Part (Ft Kanye West) i 2017

MTV Video Music Awards:
- Nomineret til artister man skal følge med sangen "Man of the Year" i 2014
- Nomineret til MTV Video Music Award for bedste nye kunstner i 2014